# Edda
Il termine Edda (in norreno Edda, al plurale Eddur) si riferisce ai due testi in norreno Edda in prosa e Edda poetica, entrambi scritti in Islanda durante il XIII secolo; i due libri sono la maggiore fonte di informazioni sulla mitologia norrena.

## Etimologia
Esistono diverse teorie riguardanti l'origine della parola edda: secondo una di queste sarebbe identica a Rígsþula, una parola che appare nei due testi e che significa "antenata". Un'altra teoria afferma che edda derivi da óðr ("poesia"). Una terza teoria, proposta da Eiríkr Magnússon nel 1895, farebbe derivare la parola da un luogo islandese di nome Oddi, la scuola dove gli studenti, incluso Snorri Sturluson, venivano educati. È oggigiorno ampiamente accettata la teoria della derivazione della parola "Edda" dal latino "edo", "scrivo (poesia)" per analogia con "kredda", "superstizione" dal latino "credo", essendo "Edda" il nome del trattato di Snorri Sturluson sulla poesia..

## L'Edda poetica
L'Edda poetica, conosciuta anche come Sæmundar Edda o Elder Edda, è una raccolta di poemi sulla mitologia norrena tratti dal manoscritto medioevale islandese Codex Regius.
Il Codex Regius fu scritto nel XIII secolo. Non si sa nulla della storia del manoscritto fino al 1643, quando fu scoperto da Brynjólfur Sveinsson, vescovo di Skálholt, nel sud-ovest dell'Islanda. L'antico manoscritto conteneva 29 canti su dèi ed eroi, e Brynjólfur ritenne con gioia di aver trovato la raccolta che aveva fornito a Snorri Sturluson le numerose citazioni esemplificative della sua Edda. Il manoscritto si componeva di 45 fogli, con una grossa lacuna di 16 pagine dopo il trentaduesimo. La scoperta del Codex Regius sembrò provare la correttezza di queste ipotesi. Al manoscritto mancava un titolo e Brynjólfur lo chiamò puntualmente Edda (riprendendo il nome dell'opera di Snorri). Da quel momento l'opera fu nota come Edda poetica, mentre quella di Snorri come Edda in prosa. Gli occorreva anche un autore e il vescovo pensò che un'opera così importante era degna del dotto prete Sæmundr Sigfússon, conosciuto dalla tradizione come un grande sapiente. Fece copiare il manoscritto e sulla copia scrisse di proprio pugno la pomposa epigrafe Edda Sæmundi Multiscii.
Il vescovo Brynjólfur donò il Codex Regius al re danese (da qui il nome in seguito assegnato al manoscritto). Il volume fu conservato per secoli presso la Biblioteca reale di Copenaghen; nel 1971 fu restituito all'Islanda.

## L'Edda in prosa
L'Edda in prosa, conosciuta anche come Edda di Snorri o Edda recente, è un manuale di poetica norrena che contiene anche molte storie di mitologia norrena. Il suo intento era di fare capire ai lettori e ai poeti norreni le sottigliezze dei versi allitterativi (versi che ripetono spesso gli stessi suoni), e di afferrare il significato celato di molte kenningar di uso frequente nella poesia norrena.
Fu scritta dallo scrittore e storico islandese Snorri Sturluson intorno al 1220. È sopravvissuta in sette manoscritti, scritti tra il 1300 e il 1600.
L'Edda in prosa è composta da un prologo, Fyrirsögn ok Formáli  e tre parti: Gylfaginning (l'inganno di Gylfi) (20.000 parole circa), Skáldskaparmál (dialogo sull'arte poetica) e Háttatal (trattato di metrica).
Nonostante abbia composto il suo libro in epoca cristiana, Snorri attinge con scrupolo addirittura filologico alle fonti pagane, allo scopo di non disperdere il patrimonio lirico e religioso del suo popolo. Parte della critica moderna imputa a Snorri di aver omesso o adattato quanto riusciva utile al suo scopo, modificando in modo irrecuperabile i miti che aveva deciso di tramandare. In realtà, per la maggior parte degli studiosi, l'attentissimo approccio che Snorri ha con le sue fonti è piuttosto rassicurante. Inoltre è possibile che Snorri abbia attinto a fonti più antiche e "pure" di quelle che ci sono arrivate tramite l'Edda poetica.